# Eye of the Beholder II: The Legend of Darkmoon
Eye of the Beholder II: The Legend of Darkmoon — компьютерная ролевая игра производства Westwood Studios, основанная на ролевой системе Dungeons & Dragons. Является второй частью в серии компьютерных игр Eye of the Beholder, непосредственным продолжением игры Eye of the Beholder.

## Сюжет
После приключений в первой игре герои останавливаются в гостинице, чтобы отдохнуть и насладиться заслуженной славой, однако отдых прерван срочным сообщением от их друга Хелбена Арунсуна, архимага города Уотердипа. Хелбен сообщил, что разведчик Амбер, посланная им для изучения правдивости слухов о появлении тёмных сил в окрестностях храма «Тёмная Луна», до сих пор не вернулась. Из-за срочности дела Хелбен немедленно переносит героев в окрестности храма. В ходе поисков Амбер герои выясняют, что верховный жрец Дран Драггор создаёт войска скелетов (тип монстров в Dungeons & Dragons) для захвата Уотердипа. Герои должны пройти испытание последователей культа «Тёмной Луны», чтобы проникнуть в верхние палаты храма. В финальной битве с Драггором последний превращается в красного дракона (тип монстров в Dungeons & Dragons).

## Цель игры
Набрав команду из 4-х персонажей, пройти 12 уровней храма «Тёмная Луна», найти верховного жреца Драна Драггора и убить его. Действие происходит в фантастическом мире Forgotten Realms, 1162—1170 гг.

## Игровой процесс
Экран делится на три «окна»:
1. Действия — стандартное игровое окно, в котором можно сражаться с противниками, брать или помещать предметы, активировать рычаги и кнопки.
2. Персонажи — окно состояния персонажей игрока. Указаны «моральное» и физическое состояния, нужда персонажей в отдыхе и еде. Сверху помещается информация о двоих персонажах авангарда.
3. Текстовое — сообщения о ходе игры.

Начать игру можно партией героев, перенесённых из первой части трилогии.